# Гаврилов, Дмитрий Анатольевич (легкоатлет)
Дми́трий Анато́льевич Гаври́лов (род. 29 марта 1987) — российский легкоатлет, специалист по бегу на средние дистанции. Выступал на профессиональном уровне в 2006—2016 годах, бронзовый призёр чемпионата России в дисциплине 1500 метров, трёхкратный чемпион России среди молодёжи, победитель и призёр первенств всероссийского значения, участник двух молодёжных чемпионатов Европы. Представлял Иркутскую область и Москву. Мастер спорта России.

## Биография
Дмитрий Гаврилов родился 29 марта 1987 года, уроженец села Бичура, Бурятия. В детстве увлекался футболом, в младших классах школы играл за местную команду.
Впоследствии перешёл в лёгкую атлетику и переехал на постоянное жительство в Иркутск, где проходил подготовку под руководством братьев Юрия Алексеевича и Ивана Алексеевича Коноваловых. Представлял всероссийское физкультурно-спортивное общество «Динамо».
Впервые заявил о себе на всероссийском уровне в сезоне 2006 года, когда выиграл серебряную медаль в беге на 1500 метров на чемпионате России среди юниоров в Туле.
В 2007 году в той же дисциплине одержал победу на молодёжном всероссийском первенстве в Туле. Попав в состав российской сборной, выступил на молодёжном европейском первенстве в Дебрецене, где в финале финишировал десятым.
В 2008 году победил на молодёжном всероссийском первенстве в Челябинске, бежал 800 метров на зимнем чемпионате России в Москве и 1500 метров на летнем чемпионате России в Казани. Кроме того, на домашних соревнованиях в Иркутске установил свой личный рекорд в дисциплине 800 метров на открытом стадионе — 1:50.63.
В 2009 году был четвёртым на Кубке губернатора в Волгограде, третьим на турнире «Русская зима» в Москве. Летом с личным рекордом 3:40.38 превзошёл всех соперников на молодёжном всероссийском первенстве в Казани, занял 12-е место на молодёжном европейском первенстве в Каунасе, стал девятым на чемпионате России в Чебоксарах, одержал победу в беге на 3000 метров на Мемориале братьев Знаменских в Жуковском.
В 2010 году отметился выступлением на зимнем чемпионате России в Москве, тогда как на летнем чемпионате России в Саранске завоевал бронзовую награду в беге на 1500 метров.
В 2011 году помимо участия в зимнем чемпионате России в Москве стал пятым на Мемориале Яламова в Екатеринбурге и на «Русской зиме» в Москве, показал пятый результат на летнем чемпионате России в Чебоксарах.
В 2012 году бежал 1500 метров на зимнем чемпионате России в Москве и на летнем чемпионате России в Чебоксарах.
В 2013 году на зимнем чемпионате России в Москве с командой Иркутской области выиграл бронзовую медаль в зачёте эстафеты 4 × 800 метров. Участвовал в летнем чемпионате России в Москве.
В 2014 году на чемпионате России по эстафетному бегу в Адлере взял бронзу в эстафете 4 × 800 метров и получил серебро в эстафете 4 × 1500 метров.
Завершил спортивную карьеру по окончании сезона 2016 года.